# Шоріна Ганна Володимирівна
Ганна Володимирівна Шоріна  (рос. Анна Владимировна Шорина, 26 серпня 1982) — російська спортсменка, спеціалістка з синхронного плавання, олімпійська чемпіонка.

## Виступи на Олімпіадах
| Олімпіада  | Дисципліна | Місце |
| ---------- | ---------- | ----- |
| Афіни 2004 | командні   | 1     |
| Пекін 2008 | командні   | 1     |